# مت لوکنا
 مت لوکنا (انگلیسی: Matt Lucena؛ زادهٔ ۴ اوت ۱۹۶۹) یک تنیس‌باز اهل ایالات متحده آمریکا است. 